# Stazione di Aix-les-Bains-Le Revard
La stazione di Aix-les-Bains-Le Revard è lo scalo ferroviario a servizio di Aix-les-Bains, nel dipartimento della Savoia. Il secondo nome aggiunto a quello della città è quello del monte che la sovrasta, il Revard. 

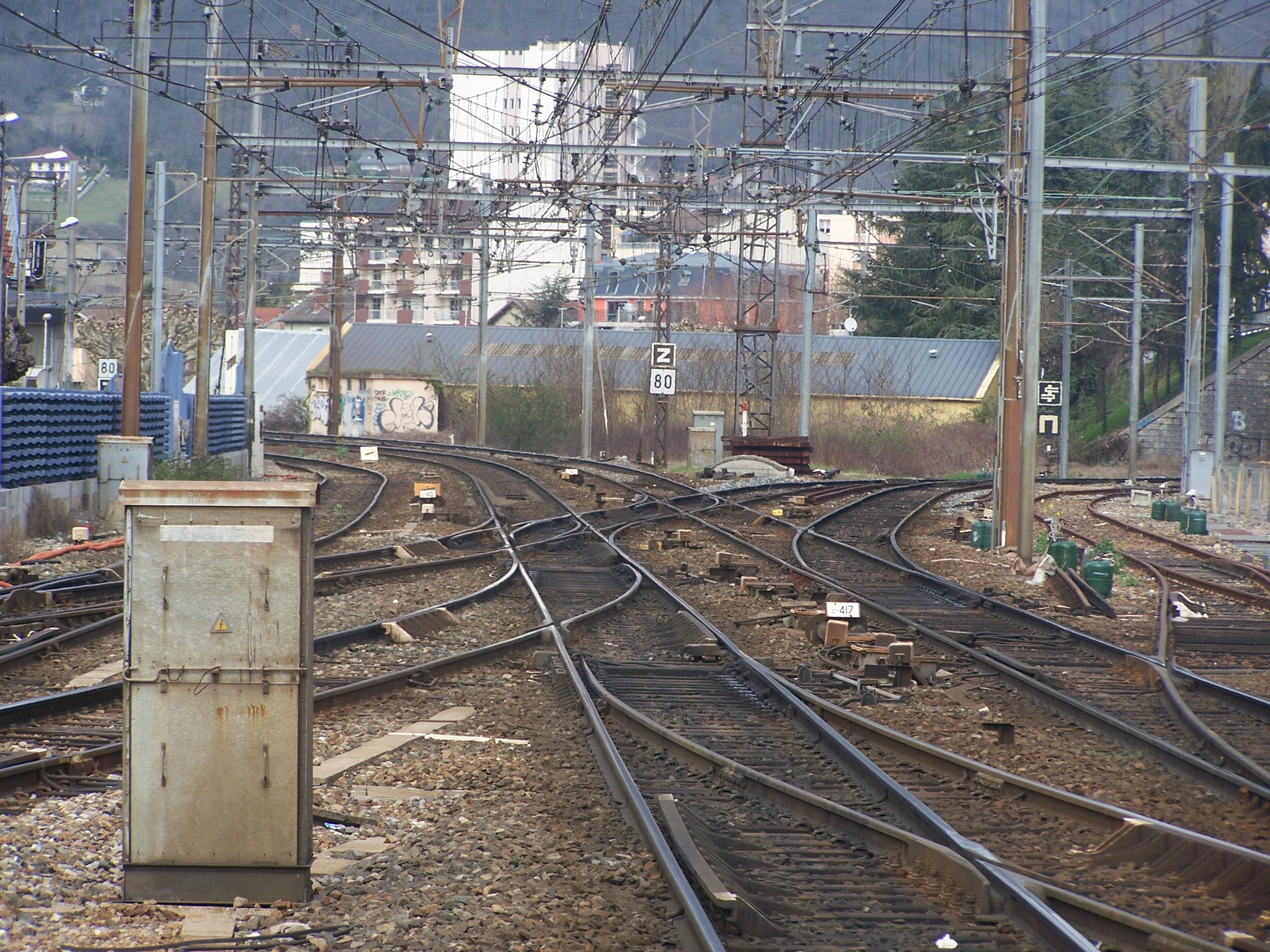
Gruppo scambi di uscita della stazione:linee per Lione e Annecy

Aix-les-Bains-Le Revard costituisce un nodo ferroviario importante; vi confluisce la Ferrovia Culoz-Modane, importante asse internazionale verso l'Italia ed è origine della linea per Annecy e Annemasse.
È servita dai TGV per Parigi e dai treni della rete TER Rhône-Alpes.

## Storia
La stazione fu inaugurata il 20 ottobre 1856, insieme alla tratta ferroviaria per Saint-Jean-de-Maurienne, dalla società piemontese Vittorio Emanuele.
L'11 giugno 1860, in seguito all'annessione della Savoia alla Francia, la stazione e la linea vennero cedute e dal 1866 la gestione passò alla PLM.

## Interscambio
- Autobus urbani
- Linee automobilistiche dipartimentali.